# Beirut Hotel
Beirut Hotel (arabisch بيروت بالليل, DMG Bairūt bi-l-Lail ‚Beirut bei Nacht‘) ist ein libanesischer Spielfilm aus dem Jahr 2011 von Danielle Arbid. Die Filmpremiere erfolgte während des Locarno International Film Festival 2011.

## Handlung
Eines Abends trifft die junge Libanesin Zoha, die in einem Beiruter Nobelhotel ihr Geld als Sängerin verdient, auf den französischen Anwalt Mathieu, der auf der Durchreise nach Syrien ist.
Mathieu verwickelt sie an der Hotelbar in ein Gespräch. Zwischen dem Anwalt und der Sängerin entwickelt sich eine stürmische Romanze. Zoha lebt wieder bei ihrer Mutter, zu der sie aus Angst vor ihrem gewalttätigen Ehemann geflüchtet ist. Mathieu hat den Ehemann bald auf den Fersen, der sich mit der Trennung seiner Frau nicht abfinden will, ihr nachstellt und versucht, sie unter Druck zu setzen. Dazu kommt, dass Mathieu von Zohas Onkel, einem Mann des libanesischen Geheimdiensts, der Spionage verdächtigt wird. Ein alter Freund Mathieus aus Pariser Zeiten bietet Mathieu Informationen über einen geplanten Terroranschlag auf den Ministerpräsidenten an, verlangt aber eine Gegenleistung: Mathieu soll seine Verbindungen zur französischen Botschaft nutzen, um einem weiteren Freund die französische Staatsbürgerschaft zu verschaffen. Abbas befürchtet, dass man ihn für einen israelischen Spion hält und dass er in Gefahr ist, zumal er von mysteriösen Männern beschattet wird. Die Lage spitzt sich zu, als Zohas Onkel Mathieu Fotos zeigt, auf denen er zusammen mit Abbas zu sehen ist, und er sich daraufhin gezwungen sieht, das Land zu verlassen.

## Produktion und Veröffentlichung
Produziert wurde der Film von Les Films Pelléas, Maia Cinema und Arte France. Regie führte die vielfach ausgezeichnete französische Regisseurin libanesischer Herkunft, Danielle Arbid, die auch wesentlich am Drehbuch beteiligt war. Es ist der dritte Langspielfilm der Regisseurin. Arbid hat insgesamt drei Jahre am Drehbuch und an der Vorbereitung des Films gearbeitet. Beteiligt an dem Film waren schließlich 60 Personen, drunter 30 Libanesen. Die Kostüme schuf die libanesisch-italienische Modedesignerin und Kostümbildnerin Beatrice Harb.
Premiere war am 3. April in Locarno, wo der Film für einen Goldenen Leoparden nominiert war, aber keine Auszeichnung erhielt. Anschließend lief der Film auf Festivals in Glasgow, Edinburgh und Dubai. Frankreich-Premiere war am 11. November 2011 auf dem Arras Film Festival.
Der Film wurde im Libanon verboten, weil er die Ermordung des libanesischen Ministerpräsidenten Rafiq al-Hariri im Jahr 2005 in der Handlung erwähnt. Begründet wurde das Verbot folgendermaßen: „the film’s depiction of the political situation would endanger Lebanon’s security.“ Auch die Nacktszenen von Hauptdarstellerin Darine Hamze riefen Kritik hervor, waren letztlich aber nicht ausschlaggebend für das Verbot.

## Kritik
Die Kommentare der Filmkritiker fielen gemischt aus. Bemängelt werden Schwächen des Drehbuchs, eine verworrene Handlung, klischeehafte Figuren, und der Versuch der Regisseurin, „mit ihrer Liebes- und Spionagegeschichte das paranoische Lebensgefühl des heutigen Libanon ausdrücken“, gelinge nur in Ansätzen. Die Leistung der beiden Hauptdarsteller wurde insgesamt positiv gesehen. Die Kritik spricht von „großartig interpretiert“ bei Berlin und „die veritable Entdeckung des Films“ bei Darine Hamzé. Positiv erwähnt werden auch die schönen Bilder des Kameramanns Pierric Gantelmi d’Ille.
TV Today schreibt, Danielle Arbid wolle mit ihrer Liebes- und Spionagegeschichte das paranoische Lebensgefühl des heutigen Libanon ausdrücken. Das gelinge aber nur in Ansätzen. Ihrem Film fehle Spannung – und Chemie: Man könne sich nicht recht vorstellen, dass sich das Vollweib Hamzé tatsächlich für den Hänfling Berling erwärmt, und der Filmdienst urteilt: „Der Politthriller fängt die historischen Zusammenhänge und Entwicklungen als spannungsreiches Zeitbild ein, zieht sich gegen Ende allerdings in simple Action-Fahrwasser zurück, die der Komplexität des Themas nicht ganz gerecht werden“